# Zero-X
De Zero-X (soms ook gespeld als "Zero X" of "Zero - X") is een fictief ruimteschip/raketvliegtuig dat voorkomt in meerdere supermarionationproducties van Gerry en Sylvia Anderson. Hoewel het publiciteitsmateriaal voor de verschillende supermarionationseries en het stripboek TV2000 referenties bevatten over connecties tussen de verschillende series, is de Zero-X de enige bevestigde connectie tussen twee series. Het ruimteschip verscheen namelijk in de eerste Thunderbirds film Thunderbirds Are Go (1966), en een klein deel in de eerste aflevering van de serie Captain Scarlet and the Mysterons (1967).

## Constructie
De Zero-X was bedoeld voor de eerste bemande vlucht naar Mars. Zero-X bestond uit een zeer lang blauw toestel met hittebestendige neuskegel met een aluminium exoskelet. Het grootste gedeelte van het voertuig bleef in een baan om mars. Een klein onderdeel van de Zero-X, De Martian Exploration Vehicle (MEV), kon losgekoppeld worden van het hoofdgedeelte. Deze MEV was bedoeld voor onderzoek op het oppervlak van de planeet. De Zero-X is 360 meter lang, 240 meter breed, weegt 11460 ton, en kan een snelheid bereiken van 64 km. per seconde.

## Verschijningen

### Thunderbirds Are GO
De eerste Zero-X werd gelanceerd aan het begin van de film. Niet vanaf Tracy Island, maar vanaf een vliegveld. Door toedoen van The Hood, die in vermomming aan boord was geglipt om foto’s te maken, stortte de Zero-X echter in zee en explodeerde. De bemanning kon ontkomen via de ontsnappingscapsule. 
De lancering is pas mogelijk na het samenstellen van de diverse delen. Het veruit langste deel staat in een speciale hangar. Het komt niet meteen naar buiten gereden. Want eerst rijdt de hangar weg. Althans voor een deel. Daarna komt het toestel automatisch naar buiten gereden. Vervolgens worden uit andere richtingen automatisch de eerste twee vleugels aangebracht, en daarna het tweede paar.(in beide gevallen is het één geheel)  Daarna komt de "cockpit"(MEV) apart aan"rijden", nadat die van het controle-gebouw is afgedaald. Als deze bevestigd is, rijst ten slotte de neuskegel op uit de grond. Pas als deze is bevestigd kan de lancering beginnen. Die is altijd horizontaal. 
Twee jaar later werd een tweede Zero-X gelanceerd, ditmaal onder toezicht van International Rescue. Dit keer was de missie succesvol, en de MEV landde op Mars in september 2065. De missie werd geleid door drie crewleden en twee wetenschappers:
- Paul Travers (Kapitein)
- Greg Martin (Copiloot)
- Brad Newman (Ruimte Navigator)
- Dr. Tony Grant (Astrofysicist)
- Dr. Ray Pierce (Astroloog)

Op Mars kwam de bemanning oog in oog met vuurspuwende rotsslangen, en kon maar net ontkomen. Wel raakte Zero-X dermate beschadigd dat bij terugkeer op Aarde het toestel neerstortte en de ontsnappingscapsule dienst weigerde. Door tussenkomst van International Rescue kon de capsule worden gerepareerd en de crew gered, maar de Zero-X zelf stortte neer in Craigsville.

### Captain Scarlet and the Mysterons
In 2068 vond nog een Zero-X missie plaats, ditmaal gesponsord door Spectrum(maar alleen de MEV komt in beeld, niet de hele Zero-X.). De reden dat deze missie werd ondernomen was om vreemde signalen die van de planeet kwamen te onderzoeken. De crew, onder leiding van Captain Black, vernietigde op Mars per ongeluk een stad van de Mysterons, waardoor dit ras een terreuractie tegen de Aarde begon. Als onderdeel hiervan namen de Mysterons Captain Black over via hun proces van retrometabolisme en gebruikten hem als hun belangrijkste agent.
Het werd niet duidelijk wat er met de rest van de Zero-X crew gebeurde, maar bij terugkeer op aarde was Captain Black de enige aan boord. Maar dat komt niet beeld. Kort ervoor is Captain blue ook aan boord te zien. Kort na de landing verdween hij spoorloos, waarna Spectrum de eerste bedreiging van de Mysterons te horen kreeg.
Hoewel de Zero-X niet voorkwam in de remake, New Captain Scarlet (2005), werd er wel een referentie naar gemaakt.
In de remake Thunderbirds are go komt de Zero-X ook voor,  in 2 afleveringen.

### Strips
Een stripserie die de avonturen van de Zero-X crew behandelde verscheen in de Vivo stripuitgave Prins Valiant en het Britse stripweekblad TV21 en zijn opvolgers, waaronder Countdown.

### Project SWORD
Een model van de Zero-X zat bij de Project SWORD speelgoedlijn gebaseerd op de series van Century 21 Productions.

## Trivia
- De commandant van Zero X, Paul Travers, was gemodelleerd naar Sean Connery, die toen de film werd gemaakt de rol van James Bond speelde.[4]